# Colom de les Andaman
El colom de les Andaman (Columba palumboides) és una espècie d'ocell de la família dels colúmbids (Columbidae) que habita els boscos de les illes Andaman i Nicobar.